# زلزال اسطنبول 1766
إن زلزال إسطنبول 1766 هو زلزال كبير وقع في صباح الأربعاء 22 مايو 1766 في شرق بحر مرمرة. قد أثر هذا الزلزال في مساحة واسعة تمتد من مدينة أزميد إلى مدينة تكيرداغ. وقد تسبب في تسونامي وأدى لخسائر فادحة ولموت أكثر من أربعة آلاف شخص.
وقد وقعت أضرار جسيمة في إسطنبول في مناطق :أسوار المدينة, و(أدرنة قابي), (أيير قابي), و(يدي قلعة), و(مسجد الفاتح), و(قصر طوب قابي).كما تضررت مناطق (غلطة), و(بك أوغلي), و(السوق الكبير), و( آيا صوفيا) والمساجد الأخرى.
ولأن الزلزال أثر بدرجة كبيرة في منطقة شرق بحر مرمرة فقد لوحظت أضرار جسيمة في (إزميد) و(كارامورسيل) ,و جعلت أمواج التسونامي الموانئ غير صالحة للإستخدام.
و شوهد ارتفاع في منسوب المياه في سواحل (مودانيا) و(البسفور) و(غلاطة) , كما قد غمرت المياه بشكل شبه كامل الجزر الصغيرة التي في بحر مرمرة. وشُعر بالزلزال في (بوزجه آضه) و(سالونيك) و(إزمير) وجنوب البلقان.
زلزال 1766 هو زلزال قوي تبلغ شدته التقديرية وفقاً لمقياس شدة الهزة الأرضية 7.1 .